# Мьюир, Софи
Софи Мьюир (англ. Sophie Muir; 7 мая 1983 года, Сидней) — австралийская конькобежка-спринтер, участница зимних Олимпийских игр 2010 года. Семикратная чемпионка мира в роликобежном спорте среди юниоров и взрослых.

## Биография
Софи Мьюир первоначально занялась в возрасте 6 лет роликобежным спортом. Ей было всего 12 лет, когда она выиграла свой первый международный титул. Она выиграла свой первый чемпионат мира по роликобежному спорту среди юниоров в 1998 году, когда ей было 15 лет, и побеждала ещё подряд до 2002 года. Также выиграла чемпионат мира среди взрослых в 2002 году.
Мьюир ушла из роликового катания в 2002 году, после 14-летней карьеры. Она обучалась в Сиднейском университете, где получила степень бакалавра в области сестринского дела и проработала год. В 2008 году она отправилась в путешествие по Азии и Европе, и после приезда в Нидерланды, осталась в Херенвене, чтобы заняться конькобежным спортом.
В течение первого года она усердно тренировалась и дебютировала в Кубке мира в сезоне 2009/2010. Софи вошла в 30 лучших конькобежек на дистанции 500 и 1000 м. В январе 2010 года она участвовала на чемпионате мира в спринтерском многоборье в Обихиро и заняла 20-е место, а в феврале на зимних Олимпийских играх в Ванкувере, где заняла 29-е место на дистанции 500 м и 30-е на 1000 м. В том же году она завершила свою краткосрочную карьеру конькобежца.

## Личная жизнь
Софи Мьюир после завершения карьеры вернулась на работу медсестры в австралийском городе Кентербери.

## Награды
- 2 октября 2010 года - удостоена награды Australian Ice Racing.[6]
- июль 2013 года - введена в Зал чемпионов Нового Южного Уэльса.[2]